# Miroku Corporation
Miroku Corporation (япон. 株式会社ミロク) — японський виробник вогнепальної зброї, штаб-квартир якого знаходиться в місті Нанкоку, префектура Коті, Японія. Їхня продукція включає в себе дробовики, які вони виробляють під брендом Browning (на європейському ринку зустрічаються зразки як під найменуванням «Browning», так і під назвою «Miroku»), і гвинтівки, які випускаються під ліцензією Winchester.

## Історія
У Європі продукція компанія реалізується в основному під брендом Browning (Herstal Group). Протягом 1960-х і 1970-х років у США зброя Miroku імпортувалась компанією Charles Daly Firearms; пізніше Miroku почала реалізовувати продукцію через місцеві відділення Browning Arms. У 1960-70-ті роки Miroku виготовляли також і свою власну продукцію, яка, проте, не мала значного успіху. Серед найбільш поширених моделей можна назвати «Liberty Chief» — револьвер .38 калібру. Крім цього, вони недовго випускали модифікацію Browning BL22 під найменуванням Miroku ML22 — ця модель була популярною серед австралійських мисливців на кроликів через свою невисоку ціну і магазин на 15 патронів. Дробовики Miroku, які вони випускають під брендом Browning, вважаються доволі надійними, незважаючи на значно меншу ціну ніж фірмова продукція Browning Arms. Дробовики японської компанії коштують в середньому близько $1000 доларів США.